# Willy Becker (Intendant)
Willy Becker (21. April 1881 in Erfurt – 10. September 1956 in Augsburg) war ein deutscher Theaterregisseur und -intendant.

## Leben
Becker studierte Musik- und Kunstgeschichte an den Universitäten Göttingen, München und Leipzig, wo er über das Thema Das Poetische in den biblischen Darstellungen Rembrandts zum Dr. phil. promovierte. Dort war er auch Assistent am kunsthistorischen Institut.
Von 1907 bis 1912 war er Dramaturg und Regisseur am Berliner Schillertheater. 1912 ging er für ein Jahr als Opernregisseur nach Freiburg im Breisgau und war dann bis 1918 in selber Funktion bis 1918 in Köln.
Von 1918 bis 1920 wirkte er als Intendant der Städtischen Bühnen von Essen und Bochum, von 1920 bis 1925 in Düsseldorf und Duisburg und von 1925 bis 1938 in Bremen. 1938 ging er als Intendant nach Augsburg, wo er bis 1945 lebte. Von 1949 bis 1953 war er dort erneut tätig.

## Auszeichnungen
- 1907: Springer-Preis der Sächsischen Gesellschaft der Wissenschaften
- 1953: Ehrenmitglied der Städtischen Bühnen Augsburg

## Veröffentlichungen
- Rembrandt als Dichter. Eine Untersuchung über das Poetische in den biblischen Darstellungen Rembrandts, Klinkhardt & Biermann, Leipzig 1909 (Bücher der Kunst, Band IV)